# Turbo markusrufi
Turbo (Marmarostoma) markusrufi là một loài ốc biển, là động vật thân mềm chân bụng sống ở biển trong họ Turbinidae.